# Didier Dubois
Didier Dubois (* 22. Mai 1957 in Malo-les-Bains, Dunkerque) ist ein ehemaliger französischer Sprinter, der sich auf den 400-Meter-Lauf spezialisiert hatte.
1979 gewann er Silber bei den Mittelmeerspielen. Bei den Olympischen Spielen 1980 in Moskau erreichte er im Einzelwettbewerb das Halbfinale und kam mit der französischen Mannschaft in der 4-mal-400-Meter-Staffel auf den vierten Platz. 1982 wurde die französische Stafette mit Dubois Sechste bei den Leichtathletik-Europameisterschaften in Athen.
1984 gewann er Bronze bei den Leichtathletik-Halleneuropameisterschaften in Göteborg und schied bei den Olympischen Spielen in Los Angeles im Vorlauf der 4-mal-400-Meter-Staffel aus.
1980 wurde er französischer Meister. Seine persönliche Bestzeit von 46,10 s stellte er am 21. Juni 1980 in	Thonon-les-Bains auf.